# 厄尔蒙
厄尔蒙（法語：Eulmont，法語發音：[œlmɔ̃]）是法国默尔特-摩泽尔省的一个市镇，位于该省中南部，属于南锡区。

## 地理
厄尔蒙（48°45'2"N, 6°13'27"E）面积7.97 平方千米，位于法国大東部大區默尔特-摩泽尔省，该省份为法国东北部内陆省份，是洛林的一部分，北邻比利时、卢森堡，北起顺时针与摩泽尔省、下莱茵省、孚日省和默兹省接壤。
与厄尔蒙接壤的市镇（或旧市镇、城区）包括：阿然库尔、布克西耶尔欧谢讷、多马尔特蒙、多马坦苏萨芒斯、福村、莱圣克里斯托夫、马尔泽维尔。

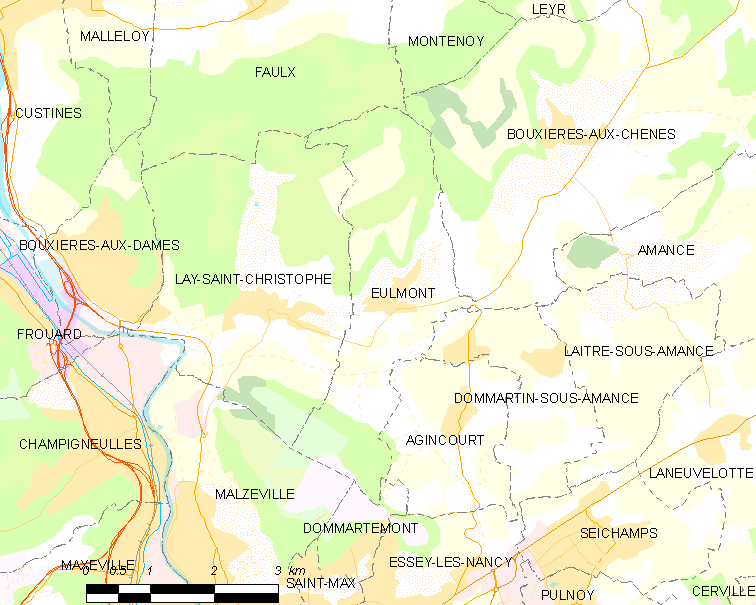
厄尔蒙的OSM定位图

厄尔蒙的时区为UTC+01:00、UTC+02:00（夏令时）。

## 行政
厄尔蒙的邮政编码为54690，INSEE市镇编码为54186。

## 政治
厄尔蒙所属的省级选区为格朗库罗内县。

## 人口

1962-2008年间厄尔蒙人口变化图示

厄尔蒙于2022年1月1日时的人口数量为1116人。